# 텔레비전 네트워크
텔레비전 네트워크(Television network)는 방송 사업자가 개설하는 방송국끼리의 연결이다. 방송 프로그램의 상호 작용, 뉴스 소재 및 뉴스 프로그램의 교환 등 다양한 형태가 존재한다. 방송 중 송출을 할 것과 그 이외의 방송국의 관계를 가리키는 것이 많다.

## 같이 보기
- 미디어 소유 구조의 집중화
- 나라별 텔레비전 방송국 목록
- 지주회사